# Col de Finiels
Le col de Finiels est un col routier du mont Lozère dans les Cévennes (département de la Lozère). Il tire son nom du hameau de Finiels situé au sud du col dans la commune du Pont de Montvert - Sud Mont Lozère.

## Géographie
À 1 541 m d'altitude, il se trouve entre le sommet de Finiels (1 699 m), point culminant du massif, à l'ouest et la source du Tarn à l'est.
La RD 20 traverse le col situé à la limite des communes du Pont de Montvert - Sud Mont Lozère au sud et de Cubières au nord en desservant directement la station de sports d'hiver de Bleymard - Mont Lozère. Elle relie le bourg du Pont de Montvert dans la haute vallée du Tarn au Bleymard dans la haute vallée du Lot en traversant le mont Lozère.
Il se situe dans le parc national des Cévennes et c'est le deuxième col du Massif central par l'altitude après le pas de Peyrol dans les monts du Cantal.
Bien que le col au sens géographique du terme soit situé à 1 541 m, la route passe par un point coté 1 544 m. Le panneau au sommet indique 1 543 m.

## Histoire
Le col se trouve dans le territoire où a débuté le 24 juillet 1702 la guerre des Camisards.